# Bruno Hubschmid
Bruno Hubschmid (ur. 7 marca 1950 w Hedingen) – szwajcarski kolarz torowy i szosowy, dwukrotny szosowych mistrzostw świata.

## Kariera
Największy sukces w karierze Bruno Hubschmid osiągnął w 1968 roku, kiedy wspólnie z Robertem Thalmannem, Erichem Spahnem i Walterem Bürkim zdobył srebrny medal w drużynowej jeździe na czas na mistrzostwach świata w Montevideo. W tej samej konkurencji Szwajcarzy w składzie: Bruno Hubschmid, Josef Fuchs, Walter Bürki i Xaver Kurmann zdobyli brązowy medal podczas mistrzostw świata w Brnie w 1969 roku. Indywidualnie najlepszy wynik osiągnął w 1969 roku, kiedy w wyścigu ze startu wspólnego amatorów zajął dwudzieste miejsce. W 1968 roku wystąpił na igrzyskach olimpijskich w Meksyku, gdzie nie ukończył wyścigu ze startu wspólnego. Wystartował także w torowym drużynowym wyścigu na dochodzenie, ale Szwajcarzy odpadli w eliminacjach. Na rozgrywanych cztery lata później igrzyskach w Monachium był ósmy w drużynowej jeździe na czas, a wyścig ze startu wspólnego ukończył na dziewiętnastej pozycji. Ponadto w 1969 roku wygrał Grand Prix de Belgique, a trzy lata później był trzeci w szwajcarskim Tour du Lac Léman.